# Eidsiva Arena
Eidsiva Arena tidigare Kristins Hall är en ishall i Lillehammer i Norge. Den byggdes 1988, som den nittonde ishallen i Norge och tar 3 197 åskådare. Här spelar ishockeylaget Lillehammer IK sina hemmamatcher. 